# 하우스 파크
하우스 파크(House Park)은 미국의 다목적 경기장이다. 텍사스주 오스틴에 위치하고 있으며 USL 오스틴 아즈텍의 홈경기장이다.